# ريتشارد التمان
ريتشارد التمان (بالألمانية: Richard Altmann)‏ هو عالم أمراض ألماني، ولد في 12 مارس 1852 في Iława ‏ في بولندا، وتوفي في 8 ديسمبر 1900 في Wermsdorf ‏ في ألمانيا.